# Association chinoise pour les contacts amicaux internationaux
 (novembre 2021).
La mise en forme du texte ne suit pas les recommandations de Wikipédia : il faut le « wikifier ».
Les points d'amélioration suivants sont les cas les plus fréquents. Le détail des points à revoir est peut-être précisé sur la page de discussion.
- Les titres sont pré-formatés par le logiciel. Ils ne sont ni en capitales, ni en gras.
- Le texte ne doit pas être écrit en capitales (les noms de famille non plus), ni en gras, ni en italique, ni en « petit »…
- Le gras n'est utilisé que pour surligner le titre de l'article dans l'introduction, une seule fois.
- L'italique est rarement utilisé : mots en langue étrangère, titres d'œuvres, noms de bateaux, etc.
- Les citations ne sont pas en italique mais en corps de texte normal. Elles sont entourées par des guillemets français : « et ».
- Les listes à puces sont à éviter, des paragraphes rédigés étant largement préférés. Les tableaux sont à réserver à la présentation de données structurées (résultats, etc.).
- Les appels de note de bas de page (petits chiffres en exposant, introduits par l'outil «  Source ») sont à placer entre la fin de phrase et le point final[comme ça].
- Les liens internes (vers d'autres articles de Wikipédia) sont à choisir avec parcimonie. Créez des liens vers des articles approfondissant le sujet. Les termes génériques sans rapport avec le sujet sont à éviter, ainsi que les répétitions de liens vers un même terme.
- Les liens externes sont à placer uniquement dans une section « Liens externes », à la fin de l'article. Ces liens sont à choisir avec parcimonie suivant les règles définies. Si un lien sert de source à l'article, son insertion dans le texte est à faire par les notes de bas de page.
- La présentation des références doit suivre les conventions bibliographiques. Il est recommandé d'utiliser les modèles {{Ouvrage}}, {{Chapitre}}, {{Article}}, {{Lien web}} et/ou {{Bibliographie}}. Le mode d'édition visuel peut mettre en forme automatiquement les références.
- Insérer une infobox (cadre d'informations à droite) n'est pas obligatoire pour parachever la mise en page.

Pour une aide détaillée, merci de consulter Aide:Wikification.
Si vous pensez que ces points ont été résolus, vous pouvez retirer ce bandeau et améliorer la mise en forme d'un autre article.
L'Association chinoise pour les contacts amicaux internationaux (CAIFC) est une organisation de Front uni subordonnée au département de liaison du département du travail politique de la Commission militaire centrale,,. La CAIFC a été fondée en 1984 et est active dans les opérations d'influence à l'étranger pour promouvoir les intérêts du Parti communiste chinois,,,. Selon un rapport de 2018 de la Commission d'examen de l'économie et de la sécurité entre les États-Unis et la Chine, la CAIFC "remplit un double rôle de collecte de renseignements et de conduite de campagnes de propagande et de gestion de la perception." Le président de la CAIFC est Chen Yuan (en), ancien vice-président du Comité national de la Conférence consultative politique du peuple chinois. La CAIFC gère un groupe de réflexion affilié, le Centre d'études sur la paix et le développement,.

## Histoire
Anne-Marie Brady, professeur de sciences politiques à l'université de Canterbury, déclare que la CAIFC avait traditionnellement « interagi avec un plus large éventail de groupes » que l'Association du peuple chinois pour l'amitié avec les pays étrangers et qu'elle avait des liens étroits avec Deng Xiaoping. Le vice-président de la CAIFC est Deng Rong (en), une fille de Deng Xiaoping,.
Le CAIFC a organisé des forums avec des dirigeants et des leaders politiques de premier plan tels que Bill Gates, Tony Blair et John Howard. L'organisation a entretenu des relations de coopération avec des entreprises privées chinoises telles que CEFC China Energy et son ancien dirigeant Ye Jianming (en),. En juin 2020, il a été signalé que la CAIFC avait apporté un soutien financier à la Fondation Rajiv Gandhi.

## Initiative Sanya
Depuis 2008, la CAIFC s'est associé à l'Institut est-ouest et à la Fondation pour les échanges entre la Chine et les États-Unis (CUSEF) de Tung Chee-hwa pour organiser des forums, appelée l'initiative américano-chinoise de Sanya, entre des officiers retraités de l'Armée populaire de libération et des militaires américains à la retraite,,. La CAIFC aurait tenté en vain d'influencer des officiers retraités de l'armée américaine, dont l'amiral à la retraite William Owens (en), pour qu'ils fassent pression contre les ventes d'armes américaines à Taïwan et pour retarder un rapport du Pentagone sur les capacités de l'Armée populaire de libération,.